# Sergei Sergejewitsch Babinez

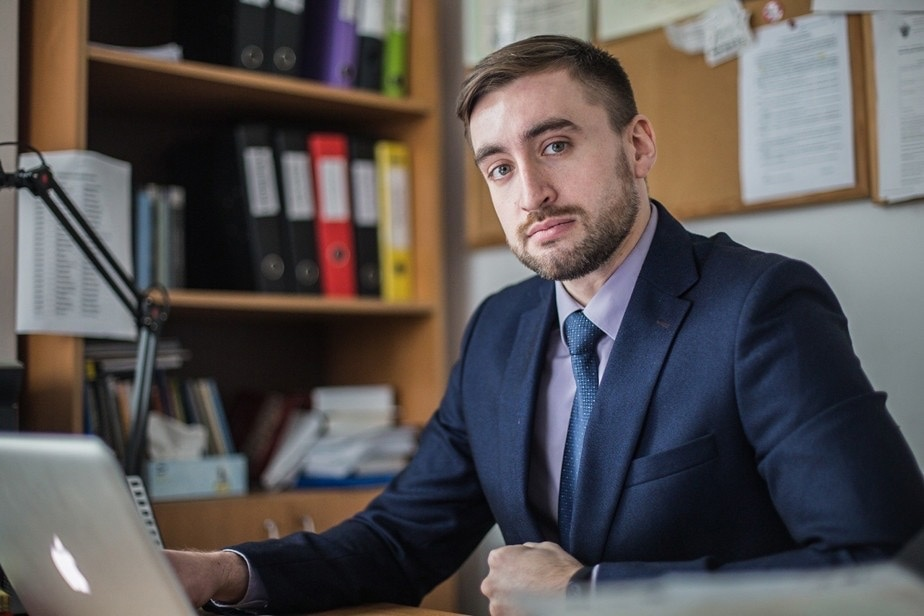
Sergei Babinez

Sergei Sergejewitsch Babinez (russisch Сергей Сергеевич Бабинец, wissenschaftliche Transliteration Sergej Sergeevič Babinec; * 10. Dezember 1988 in Tozkoje, Sowjetunion) ist ein russischer Jurist, Menschenrechtler und Leiter der Menschenrechtsorganisation Komitee gegen Folter, die sich für die öffentliche Untersuchung von Folterfällen in Russland einsetzt.

## Ausbildung
2011 schloss er an der Orenburger Niederlassung der Moskauer staatlichen juristischen Universität sein Studium der Rechtswissenschaften, mit einer Spezialisierung auf Strafrecht, ab.

## Tätigkeit als Menschenrechtler
Sergei Babinez begann seine Arbeit bei der Orenburger Abteilung der Menschenrechtsorganisation “Komitee gegen Folter”. Im Jahr 2013 wurde er Leiter von dessen Orenburger Niederlassung.
Von 2014 bis 2017 war er Leiter der Moskauer Niederlassung von Komitee gegen Folter, welche er zusammen mit dem Juristen und Menschenrechtler Dmitri Piskunow gegründet hatte. Von 2017 bis 2019 war er Leiter einer Untersuchungsgruppe von Komitee gegen Folter in Nischni Nowgorod. Von 2019 bis 2021 war er erneut Leiter der Abteilung in Orenburg.
Im Dezember 2021 wurde Sergei Babinez zum Vorsitzenden von Komitee gegen Folter gewählt. Im Februar 2022 übernahm er die Leitung der Organisation von Igor Kaljapin.
Im Juni 2022 erklärte das Justizministerium der Russischen Föderation Komitee gegen Folter zum Ausländischen Agenten. Am 11. Juni 2022 wurde die Organisation durch einen einstimmigen Beschluss der Mitgliederversammlung des Komitees gegen Folter aufgelöst. Am 12. Juni wurde unter dem Namen Team gegen Folter eine Nachfolgeorganisation der Menschenrechtsorganisation gegründet, in der alle Mitglieder, die vormals bei Komitee gegen Folter arbeiteten, ihre Arbeit fortsetzten. Babinez wurde zum Leiter der neu gegründeten Organisation gewählt.
Babinez nahm mehrmals an Monitoring-Aktionen von Protesten in Orenburg teil, die das Ziel hatten, mögliche Verletzungen von Menschenrechten festzuhalten.

### Arbeit im Nordkaukasus
In der Zeit von Dezember 2011 bis September 2022 war er mehrfach Mitglied einer gemeinsamen mobilen Arbeitsgruppe russischer Menschenrechtsorganisationen in Tschetschenien, später auch in der Abteilung des “Komitees gegen Folter” im Nordkaukasus, in der er über ein Jahr lang tätig war.
Am 13. Dezember 2014 befand er sich in Grosny, als Unbekannte das Büro der mobilen Arbeitsgruppe anzündeten und ausraubten. Die tschetschenischen Behörden beschuldigten die Menschenrechtler darin, den Brandanschlag selbst verübt zu haben, um Aufmerksamkeit für sich zu gewinnen. Am nächsten Morgen kamen die Menschenrechtler zum Haus, in dem sich das ausgebrannte Büro befand, sowie eine benachbarte Wohnung auf derselben Etage, in der die Mitglieder der mobilen Arbeitsgruppe während ihrer Einsätze in der Region wohnten (die Wohnung wurde durch das Feuer nicht beschädigt). Nachdem sie das ausgebrannte Büro inspiziert hatten, riefen die Menschenrechtler die Polizei, um vor Ort eine Strafanzeige zu stellen. Zwei Sicherheitskräfte, die auf den Anruf hin eintrafen, durchsuchten die benachbarte Wohnung der Menschenrechtler und nahmen persönliche Gegenstände, darunter Laptops, Kameras und Speicherkarten mit, ohne dafür einen Durchsuchungsbeschluss zu haben. Ein Teil der technischen Geräte wurde später zurückgegeben. Das Büro wurde wieder aufgebaut, aber nach einem halben Jahr fand ein erneuter Angriff statt.
2020 verteidigte das Komitee gegen Folter Salman Tepsurkajew, den Moderator des Chats im Telegram-Kanal “1Adat”, der über Menschenrechtsverletzungen in Tschetschenien schreibt. Die Menschenrechtler legten beim Europäischen Gerichtshof für Menschenrechte eine Beschwerde gegen den Fall von Tepsurkajew ein. 2021 stellte dieser fest, dass die russischen Behörden die Verantwortung für die Entführung und Misshandlung von Tepsurkajew tragen würden, außerdem ordnete er einen Schadensersatz für Salman Tepsurkajew in Höhe von 26.000 Euro an. Im Moment der Bekanntmachung der Entscheidung des Europäischen Gerichtshofs für Menschenrechte wurde Tepsurkajew von tschetschenischen Sicherheitskräften ermordet.
Am 22. Januar 2022 griffen Vertreter der Sicherheitsorgane der tschetschenischen Teilrepublik eine Gruppe von Menschenrechtlern um Sergei Babinez, Oleg Chabibrachmanow und Natalja Dobronrawowa an, als jene ihrer Klientin in Nischni Nowgorod juristischen Beistand leisteten. Während des Angriffs wurde Sarema Musajewa, die Mutter des Menschenrechtlers Abubakar Jangulbajew, von Vertretern der tschetschenischen Polizei entführt. Die Organisation “Front Line Defenders” geht davon aus, dass der Angriff und die Entführung in Zusammenhang mit der menschenrechtlichen Tätigkeit der Angegriffenen steht.

### Aufstellung zum Mitglied der Wahlaufsicht
Babinez wurde viermal (2016, 2018, 2020, 2022) von zivilgesellschaftlichen Organisationen zum Mitglied einer öffentlichen Überwachungskommission in Moskau (2016), der Oblast Nischni Nowgorod (2018 und 2022), sowie der Oblast Orenburg (2020) nominiert. Obwohl  Babinez die formalen Voraussetzungen erfüllte, wurde er nie als Mitglied der öffentlichen Überwachungskommission ausgewählt. Die Gründe für Ablehnung des Mandats wurden nicht genannt.

## Teilnahme an öffentlichen Protesten
Mehrmals nahm er an kleineren Protestaktionen teil, die am 26. Juni, dem Tag zur Unterstützung von Folteropfern, in Städten organisiert wurden, in denen “Komitee gegen Folter” tätig ist.

## Öffentliche Auftritte und Arbeit als Publizist
Im Jahr 2012 hielt Sergei Babinez mehrere Vorträge über Menschenrechte vor Polizeibeamten in Inguschetien. Im Jahr 2015 kommentierte er auf der Website von Komitee gegen Folter die Rücknahme eines Gesetzentwurfs über die Zulassung einer öffentlichen  Aufsichtskommission in Gerichtsgebäuden.
Sergei Babinez trat regelmäßig in Radio “Echo Moskau” auf und veröffentlichte auf deren Webseite Artikel. Von 2019 bis 2021 war er Moderator einer Sendung am Morgen bei “Echo” in der Stadt Orenburg.
Im Herbst 2022 war er Redner bei der “Warschauer Konferenz für menschliche Perspektiven”.
Im Oktober 2022 nahm er in Dublin an einer Konferenz für Menschenrechtler teil. Die Konferenz findet alle zwei Jahre statt und bietet gefährdeten Menschenrechtlern die Möglichkeit, zusammenzukommen, um Erfahrungen zu teilen, Wissen auszutauschen, aktuelle Themen zu erörtern und Entscheidungsträger in Regierungen und zwischenstaatlichen Gremien zu treffen.